# Gennadij Ginsburg
Gennadij Ginsburg (russisch Геннадий Изяславович Гинзбург; ukrainisch Геннадій Гінзбург; * 11. August 1971 in Kommunarsk) ist ein deutsch-ukrainischer Schach-Großmeister. Er wechselte 1994 vom Ukrainischen Schachverband zum Deutschen Schachbund. 

## Leben
Noch in der Ukraine war sein Trainer der Großmeister Hennadij Kusmin. Ginsburg betreibt eine Schach-Akademie, zusammen mit seiner Frau, die Kunst und Kunstgeschichte unterrichtet. Ginsburg siegte oder belegte vordere Plätze in mehreren Turnieren: 1. Platz beim Heinerfestpokal Open in Darmstadt (1994), 1.–2. Platz beim Open in Mannheim (1995), 1. Platz bei der hessischen Einzelmeisterschaft in Hofheim am Taunus (1995), 1.–3. Platz beim Balagne Open in Calvi (2004) und 1.–4. Platz beim Open in Gießen (2005).
Ginsburg trägt seit 1994 den Titel Internationaler Meister. Den Großmeister-Titel erhielt im September 2006. Die Normen für den Titel des Großmeisters erkämpfte er beim 13. Open in Cappelle-la-Grande im Februar 1997, beim 8. Open in Bad Zwesten im Januar 2004 und in der Saison 2005/06 der 2. Bundesliga West. Vereinsschach spielt er in Deutschland (außer in der Saison 2009/10, in der er beim SK Heidelberg-Handschuhsheim in der 1. Bundesliga spielte) für den SV 1920 Hofheim (überwiegend in der 2. Schachbundesliga, aber von 2003 bis 2005 und von 2017 bis 2019 auch jeweils zwei Jahre in der 1. Liga), in Belgien für die Schachfreunde Wirtzfeld, mit denen er 2009 belgischer Mannschaftsmeister wurde, und in Luxemburg für De Sprénger Echternach, mit denen er 2015, 2016, 2018 und 2019 die luxemburgische Mannschaftsmeisterschaft gewann.